# Soignolles-en-Brie
Soignolles-en-Brie település Franciaországban, Seine-et-Marne megyében. Lakosainak száma 2024 fő (2022. január 1.). Soignolles-en-Brie Coubert, Grisy-Suisnes, Évry-Grégy-sur-Yerre, Limoges-Fourches, Lissy, Champdeuil, Yèbles és Solers községekkel határos.

## Népesség
A település népessége az elmúlt években az alábbi módon változott:
| Lakosok száma | 2055 | 1987 | 1982 | 1957 | 1981 | 2009 | 2038 | 2026 | 2024 |
|               | 2013 | 2015 | 2016 | 2017 | 2018 | 2019 | 2020 | 2021 | 2022 |